# سهراب ساگینیان
زورا (سهراب) ساگینیان (به ارمنی: Զորա Սագինյան) (به انگلیسی: Zora Saginian) (زاده ۱۸۸۳ - درگذشته ۱۹۷۰)، سیاست‌مدار، روزنامه‌نگار، نویسنده ارمنی‌تبار اهل ایران بود. ساگینیان اولین نماینده ارمنیان مرکز و شمال و کلدانی‌ها در مجلس شورای ملی (۱۹۲۴-۱۹۴۳) بود.
مجموعاً نه دوره وکیل ارمنیان آذربایجان بود در دورهٔ چهاردهم که انتخابات تا حدی تغییر کرد، وکیل نشد ولی پس از چند سال فرزندش به نام سواک ساگینیان که او هم درس‌خواندهٔ اروپا در علم حقوق بود و شغل وکالت دادگستری را پیشه کرده بود، چندین دوره از طرف ارمنیان شمال وکیل شد.

## زندگی‌نامه
سهراب ساگینیان فرزند سرتیپ سلطان‌خان (سوقومون‌خان)، در ۱۸۸۳ میلادی (۱۲۶۲ خورشیدی) در تبریز به دنیا آمد. تحصیلات خود را در «مدرسهٔ ارمنیان آرامیان تبریز»، که در آن زمان مهم‌ترین مرکز آموزشی ارمنیان آذربایجان محسوب می‌شد، به پایان رساند و بلافاصله در تلگراف خانهٔ تبریز مشغول به کار شد. از همان دوران جوانی به عضویت حزب داشناکسوتیون درآمد و خیلی زود به یکی از چهره‌های فعال این حزب در تبریز مبدل شد. در دوران مشروطه خواهی، به صف مبارزان ارمنی گروه یپرم‌خان پیوست و این موضوع باعث شد تا بعدها روابط نزدیک تری با یپرم داشته باشد و در جایگاه مشاور و دوست نزدیک او قرار گیرد.
در ۱۹۰۵ (۱۲۸۳)، برای تحصیل در مدارج عالی‌تر به اروپا سفر کرد و در دانشگاه ژنو، در رشتهٔ علوم سیاسی و اجتماعی، مشغول به تحصیل شد. در ۱۹۱۰ (۱۲۸۸) پس از اتمام تحصیلات، به تبریز بازگشت و در سمت مترجم شخص استاندار در استانداری آذربایجان مشغول به کار شد.
یک سال بعد به تهران رفت و در مدرسهٔ سیاسی، که یکی از مهم‌ترین مؤسسات عالی آن زمان در ایران به حساب می‌آمد، به منزلهٔ استاد علوم سیاسی به تدریس پرداخت. پس از آن نیز مفتخر به دریافت مقام مسئول تلگراف خانهٔ مرکزی ایران در بخش بین‌المللی شد.
وی در مجالس اول و دوم مؤسسان، سمت نمایندگی ارمنیان را به عهده داشت.
سهراب خان نخستین بار در دورهٔ پنجم مجلس شورای ملی به نمایندگی ارمنیان شمال و کلدانیان وارد مجلس شورای ملی شد. انتخابات این حوزه پس از تشکیل مجلس و از ۱۹۲۴ (اول تا سوم خرداد ۱۳۰۳) برگزار شد و با تأیید صحت انتخابات در ۲۳ امرداد برای او اعتبارنامه صادر و وارد مجلس شد. او در این دوره طرحی برای اجباری شدن تعلیمات اجباری به مجلس داد. پس از آن نیز در هشت دورهٔ مجلس شورای ملی، در دوران سلطنت پهلوی، حضور داشت تا اینکه سرانجام در پایان مجلس سیزدهم، زمانی که قوای بلشویک آذربایجان را تصرف کرد و عرصهٔ سیاست دچار دگرگونی‌ها و تنگناهای فراوان شد، از نامزدی مجلس انصراف داد. او در دوران حضورش در مجلس چندین طرح ارائه داد که برخی از آنها بعدها در پیش رفت و ترقی کشور مؤثر واقع شد، از آن جمله باید به طرح تحصیلات اجباری رایگان اشاره کرد که به سرعت مورد موافقت واقع شد و دولت اقداماتی فوری برای ساماندهی و اجرای آن صورت داد.
از دیگر اقدامات او باید به تلاش‌هایش در بازگشایی دوبارهٔ مدارس ایرانیان ارمنی اشاره کرد که سرانجام به نتیجه رسید و این مدارس در ۱۹۴۱ (۱۳۲۰) بازگشایی شد.
وی در طول دوران نمایندگی اش در مجلس همواره با حوزه‌های انتخابی خود، به ویژه آذربایجان، در ارتباط بود. آذربایجان به علت مرکزیت فرهنگی و جمعیتی و همچنین مذهبی ایرانیان ارمنی همواره از اهمیت زیادی برخوردار بود. ساگینیان با ارتباطات نزدیکی که با شورای خلیفه گری این ناحیه داشت عرایض مردم را دریافت و به آنها رسیدگی می‌کرد. البته، شورای مذکور نیز کاستی‌ها و مشکلات مردم شهرها و روستاهای این ناحیه را به اطلاع او می‌رساند.
علاوه بر عرصهٔ سیاست ساگینیان در زمینهٔ مطبوعات نیز فعالیت می‌کرد که از آن جمله باید به حضور او در هیئت تحریریهٔ دو «هفته نامهٔ آرشالویس» (۱۹۱۲م/۱۲۹۱خ) و سردبیری «نشریهٔ آراود» (۱۹۲۰م/۱۲۹۸خ)، که در تهران به چاپ می‌رسید، اشاره کرد.
او در جامعهٔ فرهنگی ارمنیان نیز چهره‌ای فعال بود و در مدت زمان زیادی که به منزلهٔ عضو هیئت امنای «مدرسهٔ ارمنیان هایکازیان تهران» حضور داشت تمام سعی خود را برای اعتلای سطح علمی آن به کار بست.
نویسندگی از جنبه‌های دیگر حیات پربار ساگینیان است. از او در حدود هجده اثر باقی‌مانده که یکی از آنها به‌طور کامل به زبان فرانسه نوشته شده. اکثر این آثار به دلایل مختلف به چاپ نرسید و در زمان حیات وی تنها چهار اثرش منتشر شد و تعداد اندکی از آنها نیز بعد از مرگ او به چاپ رسید. از جمله می‌توان به رمان تاریخی «تماشاگران» و کتاب «تبریز قدیم» (۱۳۷۸) و کتاب‌های «پدیده‌ها»، «منشی مادربزرگم» و «گذشته» (۳۳–۱۳۳۲) اشاره نمود.
ساگینیان در ۱۹۷۰ (۱۳۴۷) در تهران چشم از جهان فروبست.